# Карин-Якубовский, Владимир Николаевич
Владимир Николаевич Карин-Якубовский (9 ноября 1881, Харьков, Харьковская губерния, Российская империя — 1951) — русский и советский актёр, режиссёр и сценарист.

## Биография
Родился 9 ноября 1881 года в Харькове. Поступил в реальное училище, в связи с его сильной успеваемостью, он окончил его досрочно. В 1903 году дебютировал в русском театре (Белгородский театр), через год перешёл в Харьковский театр. В 1908 году был приглашён в кино и спустя год вышел его первый фильм, между прочим за рубежом, в 1917 году вышел его первый фильм в качестве режиссёра, а в 1923 году — в качестве сценариста.
Скончался в 1951 году. Похоронен на Ваганьковском кладбище.

## Фильмография

### Актёр
- 1909 — Дмитрий Донской (Франция)
- 1910 — Пётр Великий — Лакот
- 1912 — Разборчивая невеста — жених
- 1915 — Царь Иван Васильевич Грозный
- 1916 — Бог правду видит, да не скоро скажет
- 1917 —
  - Побег Лизы Басовой — супруг Лизы Басовой
  - Проклятый
  - Семья Обмановых
- 1918 —
  - Сигнал (короткометражный фильм) — стрелочник
  - Царевич Алексей — Александр Данилович Меншиков
- 1919 —
  - Девяносто шесть — рабочий
  - Мать — Николай Иванович
- 1923 —
  - Борьба за Ультиматум — комиссар полка
  - Семья Грибушиных — Фёдор, рабочий
- 1924 —
  - В дебрях быта — Сидоров, рабочий
  - Долина слёз — Ношу
- 1930 — Иуда — мужик

### Режиссёр
- 1917 — Спекулянты + сценарист
- 1918 — Восстание
- 1923 — Беспризорные + сценарист
- 1925 — Правда жизни
- 1927 — Железом и кровью + сценарист

### Сценарист
- 1927 — Солистка его величества